# Stefan Löfving
Stefan Löfving (eller Löfwing), född den 24 december 1689 i Narva, död den 22 oktober 1777 i Borgå socken, var den mest kända av de så kallade partigängarna, vilkas uppgift under stora nordiska kriget var att speja och samla rekryter för den svenska armén, samt på alla möjliga sätt försvåra ryssarnas situation.
Löfving blev mönsterskrivare vid Åbo regemente 1711 men gav sig snart ut på äventyr, dels använd som spanare, dels som partigängare på egen hand.
Han opererade främst i sydvästra Finland, närmast i Åboland och på Åland. Under en tid tjänstgjorde han även under gränsmajoren Simon Affleck.
Från 1716 opererade Löfving huvudsakligen till sjöss, i finska skärgården, i Öresund 1717–1718 och i Stockholms skärgård 1718–1720. 1729 erhöll han kaptens titel. Löfving fick ett sent erkännande för sina krigstida gärningar när han 1736 tilldelades kronogodset Hommanäs på Vessölandet i Borgå socken, där han levde resten av sitt liv. I hattarnas ryska krig deltog han på nytt som spanare men arresterades på grund av att inlämnat en felaktig rapport till Charles Emil Lewenhaupt den äldre, och hölls fängslad i fem månader. 1747 erhöll han majors titel.
Löfving förde dagbok 1710–1720 och det är genom denna hans verksamhet under kriget har blivit känd. Hans dagbok utgavs av Eirik Hornborg under titeln En spanare under stora ofreden (2:a upplagan 1927).
Löfving gjordes känd genom Zacharias Topelius Fältskärns berättelser. Löfving är också huvudperson i flera historiska romaner av författaren Björn Holm. Dessa baseras löst på innehållet i dagböckerna.